# Pachakutej oscari
Espèce
Pachakutej oscari est une espèce de scorpions de la famille des Bothriuridae.

## Distribution
Cette espèce est endémique de la région de Cuzco au Pérou. Elle se rencontre vers Pallata entre 3 250 et 3 300 m d'altitude.

## Description
Le mâle holotype mesure 19,5 mm et la femelle paratype 27,5 mm, les mâles mesurent de 19,5 à 22,3 mm.

## Étymologie
Cette espèce est nommée en l'honneur d'Oscar Ochoa Mendieta.

## Publication originale
- Ochoa, 2004 : Filogenia del género Orobothriurus y descripción de un nuevo género de Bothriuridae (Scorpiones). Revista Iberica de Aracnologia, vol. 9, p. 43-74 (texte intégral).